# Pervillaea
Pervillaea és un gènere que pertany a la família de les apocinàcies amb tres espècies de plantes fanerògames. És originari de Madagascar.

## Descripció
Són arbustos o enfiladisses arbustives amb brots densament llanuts, els tricomes són llargs d'ondulats a arrissats. Les làmines foliars són herbàcies d'1,5-4,5 cm o 5-17 cm de llarg (P. tomentosa Decne.), 0,5-2 cm o 4,12 cm d'ample (P. tomentosa), lineals a el·líptiques a àmpliament ovades, basalment cordades a truncades o cuneades. L'àpex és agut o truncat, de vegades, apiculat, lleugerament ondulades o revolutes, densament llanoses. Els col·lèters estan absents. Les estípules són filiformes.
Les inflorescències són extraaxil·lars, sempre una per node, més curtes que les fulles adjacents, amb moltes flors, condensades. Els peduncles estan densament llanuts. Els pedicels estan gairebé obsolets. Les bràctees florals són petites o absents. El seu nombre de cromosomes és de: 2n = 22.

## Espècies seleccionades
| - Pervillaea brevirostris Klack. - Pervillaea philipsonii - Pervillaea tomentosa Decne. |